# 오마르 비신틴
오마르 비신틴(이탈리아어: Omar Visintin, 1989년 10월 22일~)은 이탈리아의 스노보드 선수로 주 종목은 크로스이다. 올림픽에 3회 출전했으며, 2022년 동계 올림픽에서 남자 크로스 부문 동메달과 혼성 크로스단체전 은메달을 획득했다. 또한 세계 선수권 대회에서 은메달 1개, 동메달 1개를 획득했고, 스노보드 월드컵에서 크로스 부분 우승 1회를 달성했다.